# Birkenau (Németország)
Birkenau település Németországban, Hessen tartományban. Lakosainak száma 9992 fő (2023. december 31.).

## Népesség
A település népességének változása:
| Lakosok száma | 9933 | 9891 | 9857 | 9874 | 9926 | 9992 |
|               | 2015 | 2017 | 2019 | 2021 | 2022 | 2023 |